# Tibellus macellus georgicus
Tibellus macellus là một phân loài nhện trong họ Philodromidae.
Loài này thuộc chi Tibellus. Tibellus macellus georgicus được miêu tả năm 1997 bởi Mcheidze.